# 넬슨목걸이레밍
넬슨목걸이레밍(Dicrostonyx nelsoni)은 비단털쥐과에 속하는 설치류의 일종이다. 미국 알래스카주 서부와 남서부에서 발견된다.